# HMS Afridi (F07)
«Афріді» (англ. HMS Afridi (F07) — військовий корабель, ескадрений міноносець типу «Трайбл» Королівського військово-морського флоту Великої Британії за часів Другої світової війни.
Есмінець «Афріді» був закладений 9 червня 1936 року на верфі компанії Vickers-Armstrongs у Ньюкасл-апон-Тайні. 8 червня 1937 року корабель спустили на воду, а 3 травня 1938 року він увійшов до складу Королівських ВМС Великої Британії. Есмінець короткий термін брав участь у бойових діях на морі в Другій світовій війні; бився у Північній Атлантиці біля берегів Норвегії. Бойовий корабель загинув у ході проведення Норвезької операції британського флоту; за проявлену мужність та стійкість у боях нагороджений бойовою відзнакою.

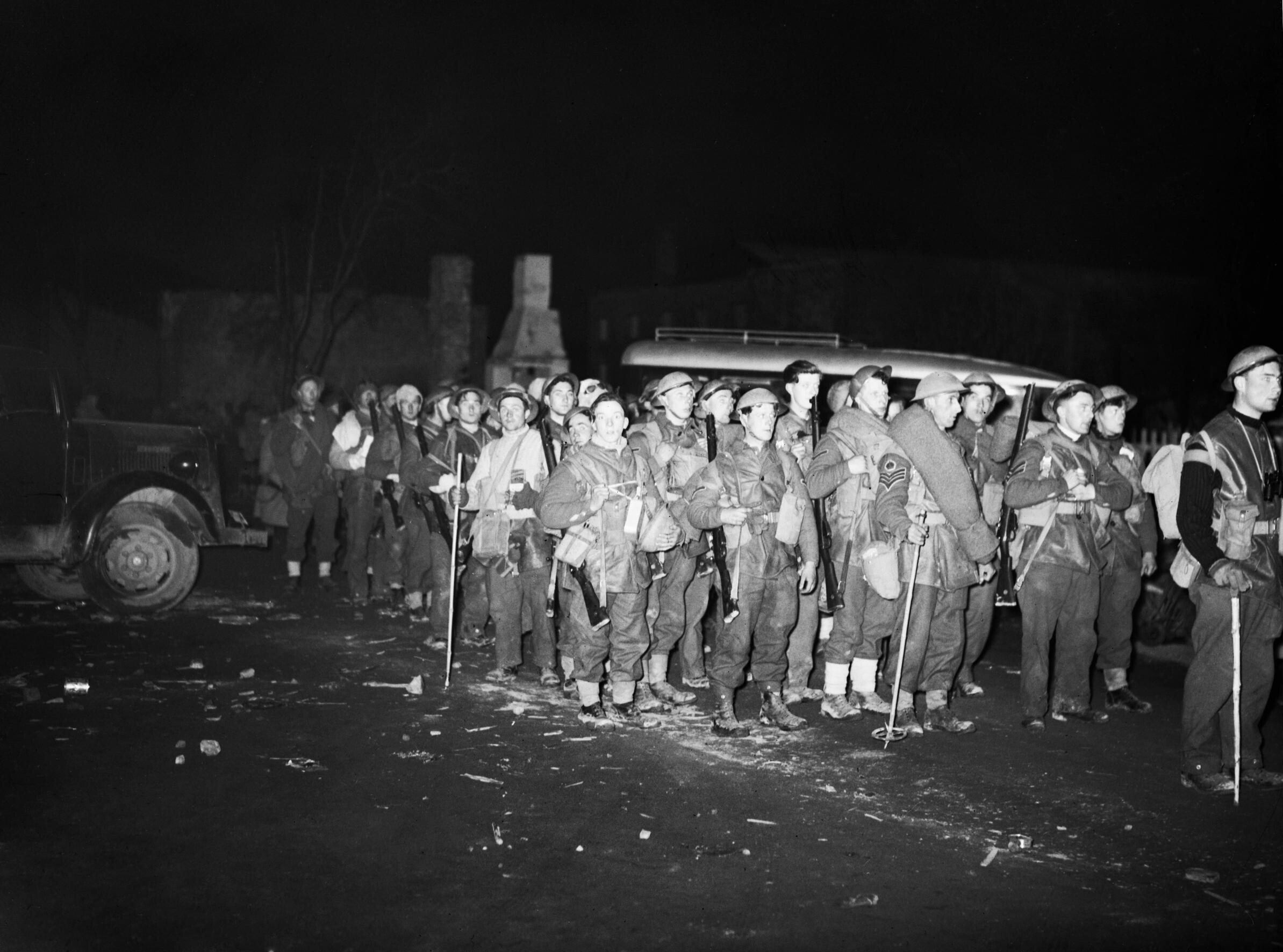
Британські солдати в очікуванні евакуації з берега Норвегії. Намсус. 2 травня 1940

## Загибель
1 травня 1940 року есмінець «Афріді» увійшов до складу сил британського флоту, що здійснювали евакуацію останніх 5 400 з 12 000 військовослужбовців англійських та французьких військ з фіорду Намсуса в центральній Норвегії. Підрозділи союзників евакуювались через неможливість продовжувати бої за Тронгейм.
2 травня «Афріді» узяв на борт солдатів Королівського Лінкольнширського полку, перевіз їх на французький допоміжний крейсер «Ель-Кантара» й продовжував перевезення вояків до ранку 3 числа. Він був останнім серед союзних кораблів, що залишили бухту, коли на транспортні та військові кораблі, що йшли морем, розпочався перший наліт німецької авіації.
Близько 10:00 французький есмінець типу «Гепард» «Бізон» дістав пряме влучення бомбою, вибухнув та почав тонути. «Афріді» разом з «Імпіріал» і «Гренейд» поринули на допомогу французьким матросам та, рятуючи постраждалих з води, одночасно прикривали їх від повітряних атак пікіруючих бомбардувальників Ju-87 та Ju-88.
Близько 14:00 есмінці наздогнали конвой, коли розпочалась наступна хвиля атак. Ухиляючись від авіаційних бомб, «Афріді» маневрував, проте отримав два прямі влучення, внаслідок чого на борту корабля розпочалась сильна пожежа. «Імпіріал» з «Гріфін» пішли по бортах постраждалого «Афріді», здійснюючи порятунок тих, хто зістрибнув з борту есмінця. Одним з врятованих був командир «Афріді», капітан Ф.Віан. О 14:45 розбомблений есмінець перекинувся та затонув. 53 моряки та 13 солдатів, яких екіпаж «Афріді» забрав з берегів Норвегії та 69 французьких матросів «Бізона», загинули.